# Valentin Abel (Politiker)

Valentin Abel bei der Landesvertreterversammlung am 23. November 2024

Valentin Christian Abel (* 7. Februar 1991 in Künzelsau) ist ein deutscher Politiker (FDP). Von 2021 bis 2025 war er Mitglied des Deutschen Bundestages.

## Leben und Beruf
Valentin Abel wurde 1991 in Künzelsau geboren. 2010 erhielt er sein Abitur am Ganztagsgymnasium Osterburken. Danach absolvierte er seinen Zivildienst beim Deutschen Roten Kreuz in Gaisbach und ein Praktikum bei der Wittenstein SE in Igersheim. Ab 2011 studierte er Betriebswirtschaftslehre an der Universität Mannheim und machte dort 2014 seinen Bachelor- und 2016 seinen Masterabschluss. Zwei seiner Semester verbrachte Abel in Edinburgh (2013) und Maastricht (2015).
Von 2016 bis 2021 war er als leitender Kaufmännischer Angestellter bei der Texas Instruments Deutschland GmbH tätig.

## Politische Tätigkeiten
Valentin Abel trat 2013 in die FDP Hohenlohe ein. Dem Kreisvorstand der FDP Hohenlohe gehört er als stellvertretender Vorsitzender mit dem Schwerpunkt Programmatik an.
Von März 2017 bis August 2021 war er Landesvorsitzender der Jungen Liberalen in Baden-Württemberg. Seit 2017 ist er Mitglied im Landesvorstand der FDP Baden-Württemberg.
Bei der Bundestagswahl 2017 kandidierte er im Bundestagswahlkreis Schwäbisch Hall – Hohenlohe und über Platz 23 der Landesliste Baden-Württemberg seiner Partei, verpasste jedoch den Einzug in das Parlament. Bei der Europawahl 2019 kandidierte er für die FDP, verpasste jedoch auch dort den Einzug ins Europäische Parlament.
Bei der Bundestagswahl 2021 war er Spitzenkandidat der Jungen Liberalen Baden-Württemberg und erhielt Listenplatz 12 auf der Landesliste der FDP in Baden-Württemberg. Zudem kandidierte er erneut im Wahlkreis Schwäbisch Hall – Hohenlohe, wo er 11,7 % der Erststimmen erhielt. Er zog  über die Landesliste in den 20. Deutschen Bundestag ein. Im Bundestag war er Ordentliches Mitglied im Petitions- und im Verkehrsausschuss sowie stellvertretendes Mitglied im Ausschuss für Klimaschutz und Energie und im Ausschuss für die Angelegenheiten der Europäischen Union. Zudem war er Schriftführer.
Bei der Bundestagswahl am 23. Februar 2025 gelang Abel nicht erneut der Einzug in den Bundestag als Abgeordneter, denn die FDP scheiterte an der Fünf-Prozent-Klausel und schied aus dem Parlament aus. 

## Politische Positionen
Bei der Bundestagswahl 2021 legte er seinen Schwerpunkt auf Digitalisierung, Umweltschutz und Bildung. Dabei forderte er im Bereich Digitalisierung einen „lückenlosen Ausbau des Breitband-Internets“, „Offenheit gegenüber der praktischen Anwendung digitaler Technologien in Verwaltung, Medizin, Bildung und Verkehr“ und „Investitionen in Zukunftstechnologien wie Automatisierung, Künstliche Intelligenz oder die Biotechnologie“. Beim Klimaschutz will er auf „einen sektorübergreifenden Zertifikatehandel für alle Treibhausgase basierend auf wissenschaftlichen Obergrenzen zur Einhaltung des 1,5 °C-Ziels von Paris“ und „den Aufbau einer Wasserstoffindustrie in Europa“ setzen. Weitere Themen in seinem Wahlkampf waren Gleichstellung von LGBTIQ*-Menschen, Offenheit für Migration und eine moderne Drogenpolitik, wobei er eine Legalisierung von Cannabis forderte.
Abel unterstützt die Abschaffung des Paragraphen 219a.

## Mitgliedschaften
Valentin Abel ist Mitglied der überparteilichen Europa-Union Deutschland, die sich für ein föderales Europa und den europäischen Einigungsprozess einsetzt.

## Privates
Abel ist konfessionslos. Er lebt in Westernhausen.